# Steinhorst, Gifhorn
Steinhorst là một đô thị thuộc the huyện Gifhorn, trong bang Niedersachsen, Đức. Đô thị này có diện tích 57,78 km².